# Daïra d'Ouadhia
La daïra d'Ouadhia est une circonscription administrative algérienne située dans la wilaya de Tizi Ouzou et la région de Kabylie. Son chef-lieu est situé sur la commune éponyme d'Ouadhia.

## Daïras
La daïra est composée de quatre communes:
- Agouni Gueghrane
- Aït Bouaddou
- Tizi N'Tleta
- Ouadhia

La population totale de la daïra est de 55 377 habitants pour une superficie de 139,54 km2.

### Information
- Daïra  : Ouadhias
- Superficie : 139,5400 km2
- Population : 55 377 hab
- Densité : 397 hab/km2

La daïra est composée de quatre communes.

### Communes

#### Commune: Ouadhias
- Superficie : 32,8300 km2
- Population : 15 771 hab
- Densité : 480 hab/km2

Ouadhia est une ville algérienne, située dans la daïra d'Ouadhia et la wilaya de Tizi Ouzou. Ses habitants sont appelés les Awadhi et les  Tawadhith. Ouadhia couvre une superficie de 3283 hectares soit 32,83 km2. La ville compte 15 771 habitants depuis le dernier recensement de la population. La densité de population est de 480,4 habitants par km2 sur la ville. Entourée par Tizi N'Tleta, Beni Douala et  Agouni Gueghrane, Ouadhia est située à 8 km au sud-est de Beni Douala la plus grande ville des environs. 
Située à 425 mètres d'altitude, la ville d'Ouadhia a pour coordonnées géographiques sexagésimales
- Latitude : 36° 33' nord (36.55°)
- Longitude : 4° 4' 60'' est (4.08333°).

Le maire d'Ouadhia se nomme Youcef AKIR. La commune dont la mairie se situe à 425 mètres d'altitude n'accueille aucune réserve naturelle sur son territoire. Caractérisée par un climat méditerranéen avec été chaud (Classification de Köppen : Csa), la commune se situe dans le fuseau horaire UTC +1:00 (Africa/Algiers). L'heure d'été correspond à UTC+1:00 tandis que l'heure d'hiver correspond à UTC +1:00. Le code postal est 15016.

##### Ouadhias Centre, chef-lieu
Chef-lieu Ouadhias centre, El-Hed Iwadiyen en kabyle
Il ne faut pas compter El-Hed Iwadiyen comme un village des ouadhias tribus car ce n'est pas un village et personne n'est d'origine de lhed iwadiyen. Jadis, c'était un marché.

##### Dix villages
1. Ouadhias tribus 
  1. Adrar Amellal (Adɣaɣ Amellay)
  2. Aït Abdelkrim (At Ɛebdeykrim)
  3. Aït Berdjel (At Berjay)
  4. Aït Chellala (At Cyaya)
  5. Aït Hellal (At Hyay)
  6. Ighil Igoulmimene (Iɣiy Iguymimen)
  7. Tikiouacht (Tiqiwect)
  8. Taourirt Abdellah (Tawrirt Aabdellah)
2. Autre village de la commune ne faisant pas partie des tribus des Ouadhias
  1. Taguemount El Djedid (Tagemunt Lejdid)

#### Commune:Aït Bouaddou
- Superficie : 39,3000 km2
- Population : 14 435 hab
- Densité : 367 hab/km2

##### 6 villages
1. Ait Djemaa
2. Ibadissen
3. Ait Amar
4. Ait ma3alem (hameau des villages Ait Fayed, Takharajit, Ait Khelfa et Tamkadbout)
5. Ait Oulhadj
6. Ait Yiran

#### Commune:Tizi N'Tleta
- Superficie : 26,9000 km2
- Population : 15 479 hab
- Densité : 575 hab/km2

#### Commune:Agouni Gueghrane
- Superficie : 40,5100 km2
- Population : 9 692 hab
- Densité : 239 hab/km2

## Localisation
| Daïra de Mâatkas | Daïra de Beni Douala | Daïra de Beni Yenni |
| Daïra de Boghni  | daïra d'Ouadhia      | Daïra d'Ouacif      |
| Ait Bougherdan   | ? (Wilaya de Bouira) | Ait Toudert         |

## Histoire
L'ARCH N'ATH SEDKA (ait sedka) est la confédération principale de la région avec les arch de guechtoula et ait aissi.
L'arch n'ath sedka se compose de 07 tribus qui se composent à leurs tours de plusieurs villages, comme suite :
1/ IWADIYEN (les ouadhias) : 10 villages (dans la daira)
1. taguemont lejdid
2. ait berdjal
3. ait hellal
4. adrar amellal
5. tiguemmi l'azizi
6. taourirt abdellah
7. ait abdelkrim
8. tikiouecht
9. ait chellala
10. ighil iguelmimen

2/ ATH VOU CHNACHA (ait bouchnacha) : 4 villages (dans la daira)
1. agouni gueghrane
2. tafsa b-oummad
3. ait lkaid
4. azounène

3/ ATH ARGAN (ait ergan) : 4 villages (dans la daira):
1. taguemont (taguemont n'ath argan)
2. tinsiouine
3. tighouza
4. ait agged

4/ ATH CHEVLA (ait chebla) : 2 villages (hors daira) :
1. agouni fourou
2. tizi mellal

5/ ATH HMED (les ait ahmed) : 3 villages (hors daira) :
1. ait bomehdi
2. ait abdellali
3. timeghras

6/ IGDAL (iguedal) : 5 villages (hors daira) :
1. tahachat
2. tigounsaft
3. iger adloum
4. ait ouiahlane (iwahlalen)
5. ait mohand ou tudert

7/ ATH ALI WOULOUL (ait ali w'ouloul) :4 villages (hors daira) :
1. michrek
2. taguemont (taguemont n'ath ali)
3. ait el kadhi
4. sidi el mahfoud n'ait yahia

Remarque : il y a deux communes qui font partie de la Daira des Ouadhias actuellement mais qui ne font pas partie de l'arch n'ath sedka, à savoir :
- Ait Bouadou et Tizi N Tlata (Cheurfa) : de l'ARCH IGUECHDAL (guechtoula)

- Ait Abdelmoumene (commune tizi n tlata) : de l'ARCH N'ATH AISSI[4]

## Personnalités
- Rachid Hallet
- Slimane Azem
- Karim Tabbou
- Ali Zamoum
- Rafik Halliche
- Slimane Dehilès ( colonel sadeq )
- Mohand Arab Bessaoud
- Si Salah mohamed zamoum
- Ahmed Oumeri ( ahmed belaid )